# 2023年世界水泳選手権ニジェール選手団
2023年世界水泳選手権ニジェール選手団は、2023年7月14日から7月30日まで日本の福岡で開催された第20回世界水泳選手権のニジェール選手団、およびその競技結果。

## 選手団
- 人員: 選手 2人

## 選手名簿・結果
| 選手               | 種目              | 予選   | 予選  | 準決勝   | 準決勝   | 決勝     | 決勝     |
| 選手               | 種目              | 結果   | 順位  | 結果     | 順位     | 結果     | 順位     |
| ------------------ | ----------------- | ------ | ----- | -------- | -------- | -------- | -------- |
| アラサン・セイドウ | 男子50m自由形     | 棄権   | 棄権  | 予選敗退 | 予選敗退 | 予選敗退 | 予選敗退 |
| アラサン・セイドウ | 男子50mバタフライ | 27秒91 | 75位  | 予選敗退 | 予選敗退 | 予選敗退 | 予選敗退 |
| サリマ・アハマドゥ | 女子50m自由形     | 37秒80 | 101位 | 予選敗退 | 予選敗退 | 予選敗退 | 予選敗退 |
| サリマ・アハマドゥ | 女子50m平泳ぎ     | 45秒97 | 49位  | 予選敗退 | 予選敗退 | 予選敗退 | 予選敗退 |